# Мајкл Костерлиц
Џон Мајкл Костерлиц (енгл. John Michael Kosterlitz, 22. јун 1943) је британско-амерички физичар шкотског порекла. Професор је физике на Универзитету Браун и син је биохемичара Ханса Костерлица. Добио је Нобелову награду за физику 2016. године заједно са Дејвидом Таулесом и Данканом Холдејном „за теоријска открића транзиција тополошких фаза и тополошких фаза материје”.